# Стефан, Ги
Ги Стефан (фр. Guy Stéphan, 17 октября 1956, Плумильо) — французский футбольный тренер. Его сын, Жюльен Стефан, также является футбольным тренером.

## Карьера
В качестве футболиста Стефан много лет выступал в ряде команд низших французских лиг. Самым известным клубом в его карьере был «Ренн». В 29 лет игрок закончил карьеру в «Кане», после чего сразу же перешел на тренерскую деятельность. Несколько лет Стефан ассистировал Раймону Доменеку и Жану Тигана в «Лионе», а затем самостоятельно возглавил клуб. Однако особых успехов добиться в самостоятельной тренерской работе наставник не смог. Наивысшее достижение — выход в финал Кубка французской лиги с «Лионом» и «Бордо».
В 2000—2002 гг. специалист ассистировал Роже Лемерру в сборной Франции. Вместе они работали на провальном для «трехцветных» ЧМ-2002. Спустя пять месяцев после окончания мундиаля Стефан сменил своего соотечественника Брюно Метсю на посту наставника сборной Сенегала. Тренер руководил ей на Кубке африканских наций в Тунисе. На турнире «Львы Теранги» дошли до четвертьфинала, где уступили хозяевам и будущим триумфаторам кубка тунисцам, с которыми работал Лемерр. После провала в отборочном турнире к ЧМ-2006 француз лишился должности в сенегальской сборной.
Позднее Стефан вновь воссоединился с Тигана в турецком «Бешикташе». За два года работы французский тандем тренеров выиграл с командой два Кубка страны. В 2009 году Стефана позвал к себе в «Марсель» Дидье Дешам. Он был хорошо знаком с Ги с 2000 года. За несколько лет их дуэт собрал с марсельцами все национальные титулы.
В 2014 году Дешам, возглавив сборную Франции, вновь позвал в свой штаб Стефана. При них «трехцветные» в 2018 году выиграли чемпионат мира в России, а чуть ранее — доходили до финала на домашнем чемпионате Европы.

## Достижения

### Тренера
- Финалист Кубка Французской лиги (2): 1995/96, 1997/98.

### Ассистента
- Чемпион мира: 2018.
- Вице-чемпион Европы: 2016.
- Чемпион Лиги 1: 2010.
- Обладатель Кубка французской лиги (3): 2010, 2011, 2012.
- Обладатель Суперкубка Франции (2): 2010, 2011.
- Обладатель Кубок Турции (2): 2005/2006, 2006/2007.
- Обладатель Суперкубок Турции: 2006.